# كرايغ بروستر
كرايغ بروستر (بالإنجليزية: Craig Brewster)‏ (13 ديسمبر 1966 في المملكة المتحدة - ) هو مدرب كرة قدم ولاعب كرة قدم بريطاني في مركز الهجوم. لعب مع دندي يونايتد ودونفرملين أثلتيك وريث روفرز ونادي أبردين ونادي إنفرنيس ونادي روس كاونتي ونادي هيبرنيان ويونيكوس وفورفار أثلتيك ‏.

## وصلات خارجية
- كرايغ بروستر على موقع قاعدة بيانات كرة القدم.إي يو (الإنجليزية)
- كرايغ بروستر على موقع Soccerbase.com (لاعب) (الإنجليزية)
- كرايغ بروستر على موقع Soccerbase.com (مدرب) (الإنجليزية)